# Tabatinga x-littera
Tabatinga x-littera là một loài bọ cánh cứng trong họ Cerambycidae.